# Хлевіськ-Дольни
Хлевіськ-Дольни (пол. Chlewisk Dolny) — село в Польщі, у гміні Суховоля Сокульського повіту Підляського воєводства.
У 1975-1998 роках село належало до Білостоцького воєводства.